# Zbiroh
Zbiroh (Duits: Sbirow) is een Tsjechische stad in de regio Pilsen, en maakt deel uit van het district Rokycany.
Zbiroh telt 2604 inwoners.
Binnen de gemeente Zbiroh is er geen spoorwegstation. In de zuidelijker gelegen gemeente Kařez is er echter wel een station die genoemd is naar de stad, station Zbiroh.

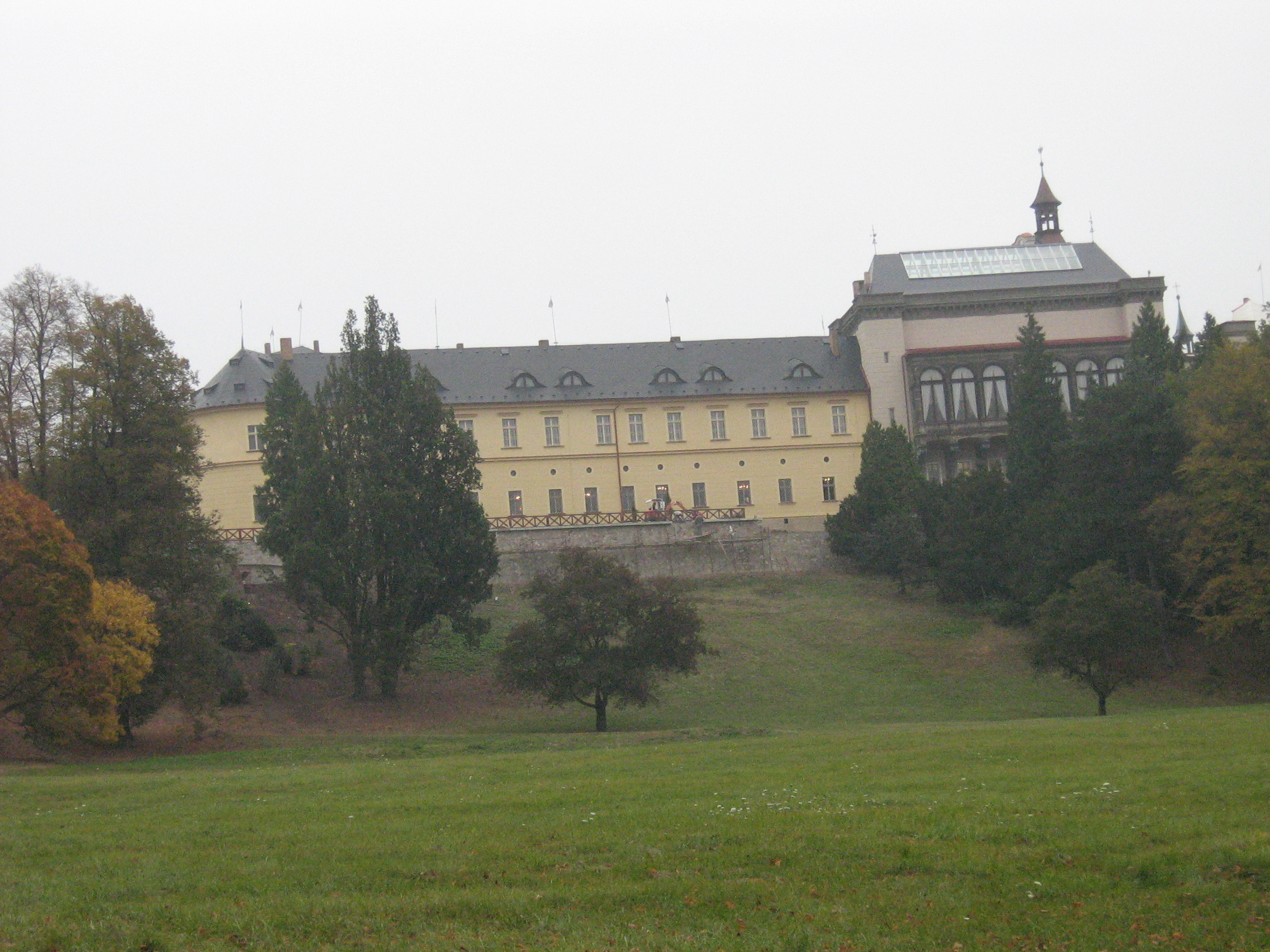
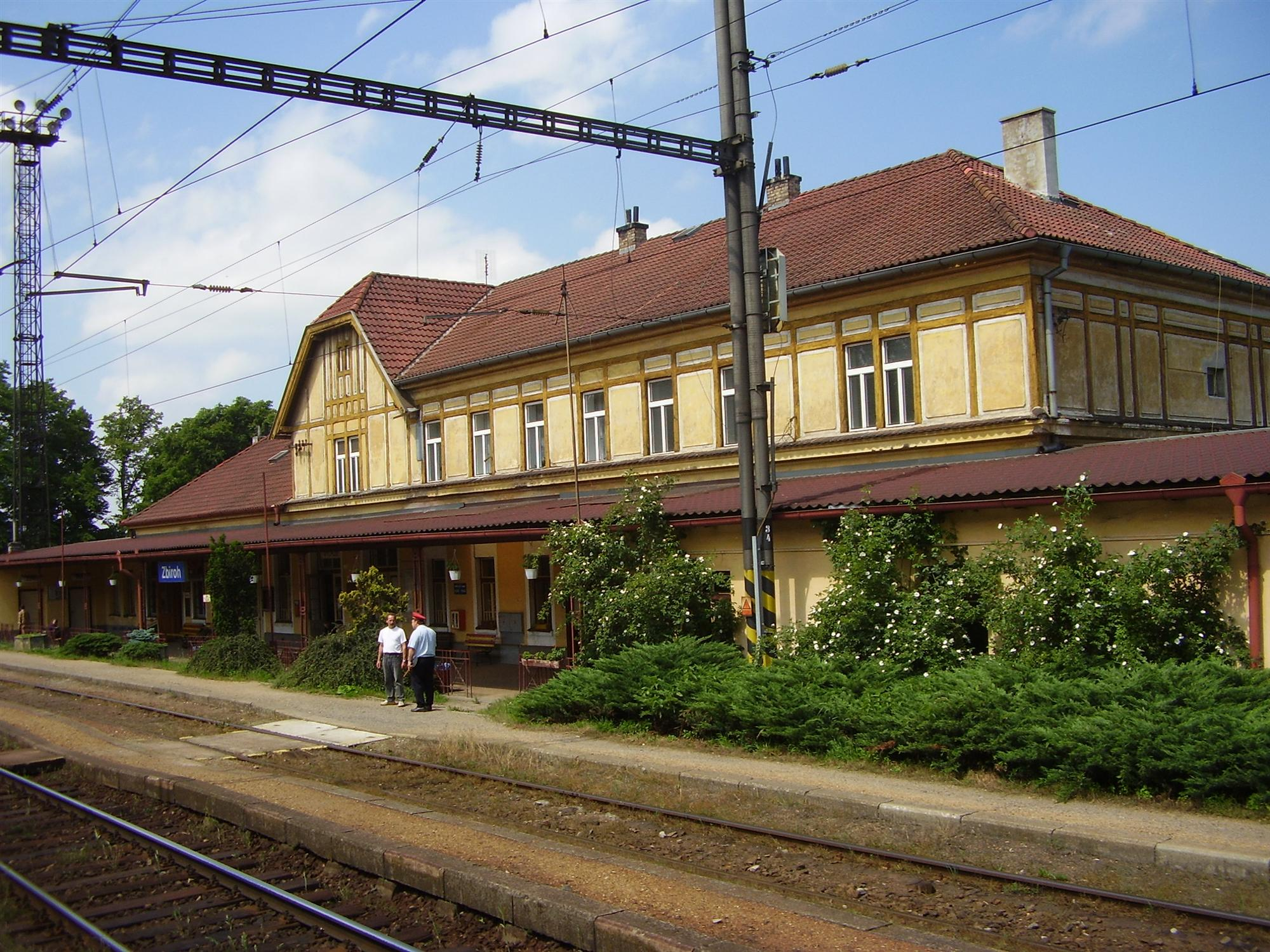

Bezděkov ·
Břasy ·
Březina ·
Bujesily ·
Bušovice ·
Cekov ·
Čilá ·
Dobřív ·
Drahoňův Újezd ·
Ejpovice ·
Hlohovice ·
Holoubkov ·
Hrádek ·
Hradiště ·
Hůrky ·
Cheznovice ·
Chlum ·
Chomle ·
Kakejcov ·
Kamenec ·
Kamenný Újezd ·
Kařez ·
Kařízek ·
Klabava ·
Kladruby ·
Kornatice ·
Lhota pod Radčem ·
Lhotka u Radnic ·
Liblín ·
Líšná ·
Litohlavy ·
Medový Újezd ·
Mešno ·
Mirošov ·
Mlečice ·
Mýto ·
Němčovice ·
Nevid ·
Osek ·
Ostrovec-Lhotka ·
Plískov ·
Podmokly ·
Příkosice ·
Přívětice ·
Radnice ·
Raková ·
Rokycany ·
Sebečice ·
Sirá ·
Skomelno ·
Skořice ·
Smědčice ·
Strašice ·
Svojkovice ·
Štítov ·
Těně ·
Terešov ·
Těškov ·
Trokavec ·
Týček ·
Újezd u Svatého Kříže ·
Vejvanov ·
Veselá ·
Vísky ·
Volduchy ·
Všenice ·
Zbiroh ·
Zvíkovec